# Сан Гало (Бергамо)
Сан Гало је насеље у Италији у округу Бергамо, региону Ломбардија.
Према процени из 2011. у насељу је живело 227 становника. Насеље се налази на надморској висини од 721 м.